# Umberto Balsamo
Umberto Balsamo (* 10. März 1942 in Catania) ist ein italienischer Cantautore.

## Karriere
Balsamo lernte als Jugendlicher Gitarre und zog 1964 nach Mailand, wo er den Liedtexter Luciano Beretta kennenlernte, mit dem zusammen er für Orietta Berti das Lied La prima lettera d’amore schrieb. 1968 wurde er bei Ricordi fest als Songwriter unter Vertrag genommen und schrieb in der Folge u. a. Lieder für Milva, Mal, Peppino di Capri, und Domenico Modugno. Beim Label Ri-Fi versuchte er sich unter dem Pseudonym Bob Nero auch als Interpret, doch seine erste Single Il mio cuore riposa / Tutte blieb gänzlich unbeachtet.
Der Erfolg als Solist kam für Balsamo 1972 mit der Teilnahme am Wettbewerb Un disco per l’estate, wo er mit Se fossi diversa ins Rennen ging. Im Jahr darauf hatte er als Autor drei Lieder beim Sanremo-Festival, die alle das Finale erreichten: Amore mio sang er selbst, Dolce frutto Ricchi e Poveri und Tu, nella mia vita Wess und Dori Ghezzi. Nach einem weiteren Un disco per l’estate erreichte Balsamo 1974 mit Bugiardi noi erstmals die Top drei der Charts. 1975 (wieder im Rahmen des Wettbewerbs) veröffentlichte er Natalì, das in Italien unbeachtet blieb, jedoch im Ausland mehrfach gecovert wurde, etwa durch Shirley Bassey. Mit L’angelo azzurro konnte der Musiker 1977 einen Nummer-eins-Hit landen, auch Balla (1979) war ein Erfolg.
Danach erschienen nur noch vereinzelt Singles von Balsamo, 1988 hatte er als Autor erneut drei Beiträge beim Sanremo-Festival: Nun chiagnere (Peppino di Capri), Nascerà Gesù (Ricchi e Poveri) und Italia (Mino Reitano). Seine eigenen Veröffentlichungen der nächsten Jahrzehnte blieben relativ unbeachtet und 2005 zog er zurück in seine Heimatstadt Catania.

## Diskografie (Auswahl)
Alben

| Jahr | Titel                            | Höchstplatzierung, Gesamtwochen, AuszeichnungChartsChartplatzierungen (Jahr, Titel, Platzierungen, Wochen, Auszeichnungen, Anmerkungen) | Anmerkungen |
| Jahr | Titel                            | IT | Anmerkungen |
| ---- | -------------------------------- | --- | ----------- |
| 1974 | Passato presente futuro          | IT23 (3 Wo.)IT | Polydor     |
| 1977 | Malgrado tutto… l’angelo azzurro | IT12 (16 Wo.)IT | Polydor     |
| 1978 | Crepuscolo d’amore               | IT14 (8 Wo.)IT | Polydor     |

- Natalì (Polydor, 1975)
- Balla (Polydor, 1979)
- Pianeti (Polydor, 1980)
- Mai più (Fonit Cetra, 1982)
- Respirando la notte luna (1990)
- Un pugno nella notte (1992)

Singles

| Jahr | Titel Album                                       | Höchstplatzierung, Gesamtwochen, AuszeichnungChartsChartplatzierungen (Jahr, Titel, Album, Platzierungen, Wochen, Auszeichnungen, Anmerkungen) | Anmerkungen                                              |
| Jahr | Titel Album                                       | IT | Anmerkungen                                              |
| ---- | ------------------------------------------------- | --- | -------------------------------------------------------- |
| 1972 | Se fossi diversa Passato presente futuro          | IT24 (1 Wo.)IT | Las Vegas, LVS 1057 B-Seite: Cosa vuoi mai pensare a poi |
| 1974 | Bugiardi noi Passato presente futuro              | IT3 (20 Wo.)IT | Polydor, 2060 070 B-Seite: Conclusioni                   |
| 1977 | L’angelo azzurro Malgrado tutto… l’angelo azzurro | IT1 (23 Wo.)IT | Polydor, 2060 141 B-Seite: Malgrado tutto                |
| 1978 | Crepuscolo Crepuscolo d’amore                     | IT20 (4 Wo.)IT | Polydor, 2060 170 B-Seite: Amore                         |
| 1979 | Balla                                             | IT4 (14 Wo.)IT | Polydor, 2060 203 B-Seite: Donna                         |

- Il mio cuore riposa / Tutte (Ri-Fi, RFN-NP 16292; 1968, als Bob Nero)
- Piangerei / Non sei dolce non sei bella (Dischi Ricordi, SRL 10585; 1971)
- Amore mio / Quando parlo con te (Polydor, 2060 048; 1973)
- O prima, adesso o poi / In un negozio di giocattoli (Polydor, 2060 082; 1974)
- Natalì / Volente o nolente (Polydor, 2060 094; 1975)
- Se… / Pace (Polydor, 2060 112; 1976)
- Il giorno / Celestina (Polydor, 2060 224; 1980)
- Mai più / Vivi come vuoi (Fonit Cetra, SP 1776; 1982)
- Io vivrò / L’estate (WEA, 24 9388-7; 1984)
- Favole / Cavalieri (L’angelo Azzurro; 1985)

## Belege
1. 1 2  M&D-Chartarchiv. Musica e dischi, abgerufen am 14. November 2017 (italienisch, kostenpflichtiger Abonnement-Zugang).

| Personendaten    | Personendaten              |
| ---------------- | -------------------------- |
| NAME             | Balsamo, Umberto           |
| KURZBESCHREIBUNG | italienischer Liedermacher |
| GEBURTSDATUM     | 10. März 1942              |
| GEBURTSORT       | Catania, Italien           |